# Мусси, Фабио
Фабио Мусси (итал. Fabio Mussi; род. 22 января 1948, Пьомбино) — итальянский политик, министр университетов и научных исследований (2006—2008).

## Биография
Родился 22 января 1948 года в Пьомбино, в рабочей семье. Учился в классическом лицее, затем — в Высшей нормальной школе в Пизе, где его однокашником и другом стал Массимо Д’Алема. В 1965 году Мусси вступил Итальянскую коммунистическую партию, в 1968 году стал активистом студенческого движения, в 1969 году избран в Центральный комитет ИКП, с 1970 года состоял в Коммунистической федерации Пизы. С 1974 года работал в редакции журнала «Rinascita», со временем занял там должность заместителя главного редактора, а с 1983 по 1985 год отвечал на национальном уровне за партийную периодическую печать. Являлся соредактором газеты «L’Unità». В 1987 году вошёл в национальный секретариат партии, которую вскоре возглавил Акилле Оккетто, и в 1989 году Мусси поддержал реформирование ИКП, которое привело к её самороспуску и образованию Демократической партии левых сил.
В 1992 году был впервые избран в Палату депутатов Италии от округа Пиза-Ливорно-Лукка-Масса-Каррара и сохранял парламентский мандат до 2008 года.
С 2006 по 2008 год занимал должность министра университетов и научных исследований во втором правительстве Проди, в котором представлял партию Левые демократы (на этот период Министерство университетов было выделено из существовавшего ранее и воссозданного в 2008 году Министерства просвещения, университетов и научных исследований).
В 2007 году не принял объединение левоцентристских политических сил в Демократическую партию и пошёл на создание партии Демократические левые (ушёл от руководства после поражения партии в составе коалиции «Левые — Радуга» на парламентских выборах 2008 года; его сменил Клаудио Фава). В 2009 году Демократические левые влились в новую партию Левые экология свобода, а в 2017 году та, в свою очередь — в партию Итальянские левые.